# Impira
Impira es una localidad y comuna del departamento Río Segundo, en la provincia de Córdoba, Argentina. 
Ubicada a 65 km de la capital provincial, a 20 km de Laguna Larga y 25 de Oncativo, por caminos de tierra (antiguo camino Real).
Se encuentra a 272 m s. n. m.
La principal actividad económica es la agricultura, la ganadería la extracción de áridos. 
A Impira se la nombra "Madre de pueblos", por ser la primera población del departamento Río Segundo y alrededores.

## Historia

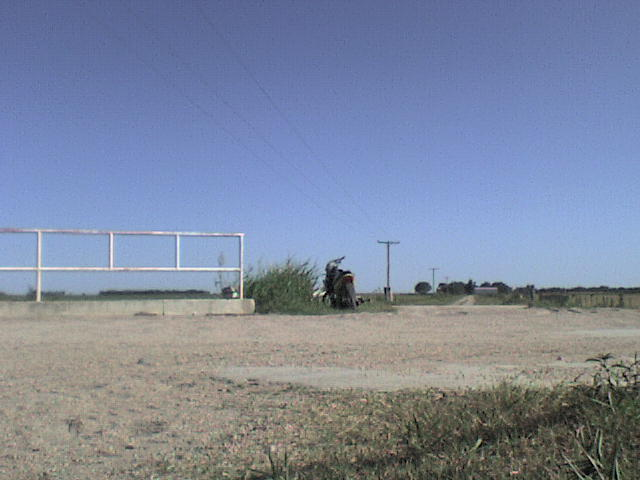
Entrada a la comuna de Impira.

A finales del siglo XVIII ya se encontraba población en la zona donde hoy es Impira. Fue una posta sobre el viejo camino Real, donde se la utilizaba para el descanso de los viajeros y su caballería.
La población fue disminuyendo a partir de la inauguración del servicio de trenes y mucho más con la creación de la RN 9, ya que se inutilizó el camino Real.

### Honores
En 1962, fue nombrada una variedad mejorada de girasol: Impira INTA

## Población
Cuenta con 170 habitantes (Indec, 2022), lo que representa un incremento del 3,1% frente a los 163 habitantes (Indec, 2010) del censo anterior.
| Gráfica de evolución demográfica de Impira entre 1991 y 2022 |
|                                                              |
| Fuente: Censos nacionales del INDEC                          |

## Sismicidad
La sismicidad de la región de Córdoba es frecuente y de intensidad baja, y un silencio sísmico de terremotos medios a graves cada 30 años en áreas aleatorias. Sus últimas expresiones se produjeron:
- 22 de septiembre de 1908 (116 años), a las 17.00 UTC-3, con 6,5 Richter, escala de Mercalli VII; ubicación 30°30′0″S 64°30′0″O / -30.50000, -64.50000; profundidad: 100 km; produjo daños en Deán Funes, Cruz del Eje y Soto, provincia de Córdoba, y en el sur de las provincias de Santiago del Estero, La Rioja y Catamarca[3]

- 16 de enero de 1947 (78 años), a las 2.37 UTC-3, con una magnitud aproximadamente de 5,5 en la escala de Richter (terremoto de Córdoba de 1947)[2]

- 28 de marzo de 1955 (70 años), a las 6.20 UTC-3 con 6,9 Richter: además de la gravedad física del fenómeno se unió el desconocimiento absoluto de la población a estos eventos recurrentes (terremoto de Villa Giardino de 1955)

- 7 de septiembre de 2004 (20 años), a las 8.53 UTC-3 con 4,1 Richter

- 25 de diciembre de 2009 (15 años), a las 21.42 UTC-3 con 4,0 Richter